# (5434) Tomwhitney
(5434) Tomwhitney est un astéroïde de la ceinture principale.

## Description
(5434) Tomwhitney est un astéroïde de la ceinture principale. Il fut découvert le 6 mars 1989 à l'observatoire Palomar par Eleanor Francis Helin. Il présente une orbite caractérisée par un demi-grand axe de 3,18 UA, une excentricité de 0,08 et une inclinaison de 17,1° par rapport à l'écliptique.

## Compléments